# Terminator Genisys: Future War
Terminator Genisys: Future War ist ein mobiles MMO-Strategiespiel von Plarium. Die Handlung spielt im Endzeit-Universum des Films Terminator: Genisys. Das Spiel wurde am 28. Juni 2016 angekündigt und am 18. Mai 2017 im App Store und auf Google Play veröffentlicht. Ebenso wie die anderen Spiele des Studios (zum Beispiel Vikings: War of Clans und Throne: Kingdom at War) ist Terminator Genisys: Future War kostenlos spielbar, auch wenn die Spieler einige Elemente im Spiel kaufen können.

## Spieldetails
Terminator Genisys: Future War ist ein Spiel, in dem die Spieler Gebäude bauen, ihre Basis verstärken, ihre Truppen trainieren, ihren Anführer verbessern, Clans gründen und diese weiterentwickeln. Insgesamt stehen dem Spieler 48 verschiedene Arten von Einheiten zur Verfügung (24 pro Fraktion), die in sechs Klassen eingeteilt sind: Infanterie, Kavallerie, Luftwaffe, Spähdrohnen, Sturmtruppen und Belagerungstruppen.
Zu Beginn des Spiels führt der T-800 (dargestellt von Arnold Schwarzenegger) die Spieler zudem durch das Tutorial.
Das strategische Ziel für Spieler eines Clans ist die Eroberung der Zeitmaschine, eines speziellen Standorts im Zentrum einer jeden Dimension.
Das Spiel gibt dem Spieler zwei Wahlmöglichkeiten: Er kann den Widerstand anführen, überlebende Menschen aufspüren und eine Armee von Verbündeten aufbauen, um die Maschinen daran zu hindern, Skynet wieder zu aktivieren, oder er kann sich Skynets Maschinenstreitkräften anschließen und gegen die Menschheit kämpfen.

## Rezeption
Im März 2018 hatte das Spiel Nutzerbewertungen von 3,9 Sternen bei iTunes und 4,5 Sternen bei Google Play.